# Federazione calcistica dell'Honduras
La Federazione calcistica dell'Honduras, ufficialmente Federación Nacional Autónoma de Fútbol de Honduras, fondata nel 1951, è il massimo organo amministrativo del calcio in Honduras. Affiliata alla FIFA dal 1951 e alla CONCACAF dal 1961, essa è responsabile della gestione del campionato di calcio e della nazionale di calcio dello stato centroamericano.